# Perizoma iduna
Perizoma iduna là một loài bướm đêm trong họ Geometridae.